# Cui bono
Cui bono ("Godt for hvem?" eller "Hvem gavner det?") er en latinsk talemåde, som betyder, at den skyldige i en forbrydelse kunne findes blandt dem, som har gavn af den. Skønt princippet er brugbart i opklaring af forbrydelse, er det ikke altid indlysende, hvem der har gavn af en forbrydelse, ligesom den skyldige part kan bortlede opmærksomheden med en syndebuk. Udtrykket siges at være skabt af den romerske konsul og censor Lucius Cassius Longinus Ravilla og blev benyttet af Cicero.